# Gaetano Bresci
Gaetano Bresci (10. listopad 1869, Prato – 22. května 1901, Santo Stefano) byl italský anarchista, který 29. července 1900 zavraždil italského krále Umberta I. Bresciho čin měl být pomstou za střelbu do hladového pochodu v Miláně roku 1898, kterou nařídil generál Fiorenzo Bava-Beccaris.
Bresci byl prvním evropským královrahem, který nebyl popraven, neboť trest smrti byl v Itálii zrušen krátce před atentátem, roku 1889. Rok po uvěznění byl nalezen ve své cele mrtev, když buď spáchal sebevraždu, nebo byl ubit strážemi.